# Chattis Hill
Chattis Hill – wieś w Anglii, w hrabstwie Hampshire, w dystrykcie Test Valley. Leży 13 km na północny zachód od miasta Winchester i 108 km na południowy zachód od Londynu.